# 自由の家 (板門店)
自由の家（じゆうのいえ、朝鮮語: 자유의집、チャユイチプ）は、大韓民国京畿道坡州市の共同警備区域内に位置する連絡事務所である。
1998年竣工。地上4階建て。

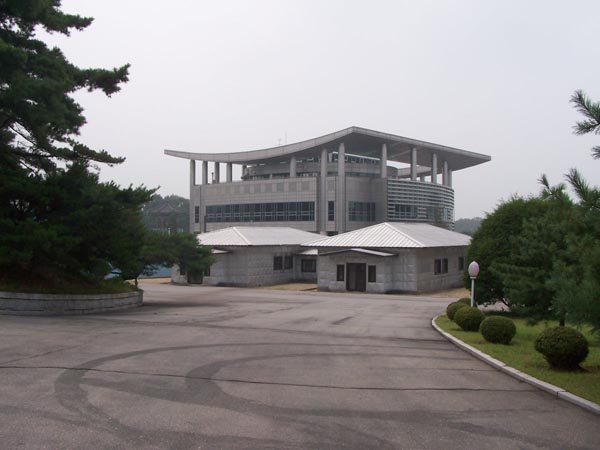
朝鮮民主主義人民共和国側から望む自由の家（1）。2005年7月。
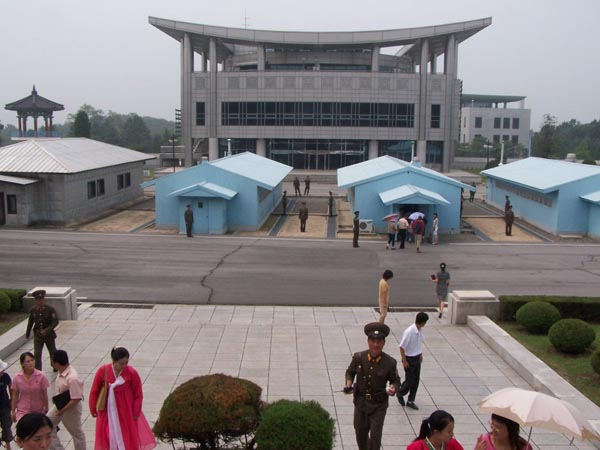
朝鮮民主主義人民共和国側から望む自由の家（2）。2005年7月。